# Мрачные истории, как вы любите
«Мрачные истории, как вы любите» (другие названия: «Любите истории пострашнее?», англ. You Like It Darker) — девятый сборник рассказов американского писателя Стивена Кинга, опубликованный 21 мая 2024 года.

## Рассказы, вошедшие в сборник
| #  | Название                  | Первая публикация      | Оригинальное название      |
| -- | ------------------------- | ---------------------- | -------------------------- |
| 1  | Два талантливых засранца  | Ранее не публиковалось | Two Talented Bastids       |
| 2  | Пятый шаг                 | Март 2020              | The Fifth Step             |
| 3  | Чудик Вилли               | Весна 2022             | Willie the Weirdo          |
| 4  | Дурной сон Дэнни Кофлина  | Ранее не публиковалось | Danny Coughlin's Bad Dream |
| 5  | Финн                      | 2022                   | Finn                       |
| 6  | На Слайд-Инн-Роуд         | Октябрь/ноябрь 2020    | On Slide Inn Road          |
| 7  | Красный экран             | 2021                   | Red Screen                 |
| 8  | Эксперт по турбулентности | 2018                   | The Turbulence Expert      |
| 9  | Лори                      | 2018                   | Laurie                     |
| 10 | Гремучие змеи             | Ранее не публиковалось | Rattlesnakes               |
| 11 | Зловещие грёзы            | Ранее не публиковалось | The Dreamers               |
| 12 | Человек-ответ             | Ранее не публиковалось | The Answer Man             |

## Связи с другими произведениями Кинга
В произведениях сборника имеется множество отсылок на другие произведения писателя: «Куджо» («Гремучие змеи» - его сиквел), «Мешок с костями», «Дьюма-Ки» и т.д.

## История переводов на русский язык
После начала вторжения на Украину Стивен Кинг отказался выпускать новые книги в России. В декабре 2023 года в сети появился перевод 6 рассказов, сделанный группой Magnet Letters. 6 оставшихся рассказов и повестей были переведены в июле 2024 года Ернаром Шамбаевым. 